# Hypena belindana
Hypena belindana är en fjärilsart som beskrevs av Embrik Strand 1920. Hypena belindana ingår i släktet Hypena och familjen nattflyn. Inga underarter finns listade i Catalogue of Life.